# En roliger dans
En roliger dans är Pelle Björnlerts och Bengt Löfbergs debutalbum, utgivet 1977. Albumet återutgavs 2016 på CD med 4 bonusspår av Smålands Musikarkiv.

## Låtlista

### A-sidan
1. "Polska från Tävelsås efter August Strömberg" - 5:08
2. "Engelska från Torsås efter Vilhelm Andersson" - 3:37
3. "Polska från Vikbolandet ur L. C. Wiedes vissamling" - 2:47
4. "Långdans från Torsås efter Teofil Melin" - 3:10
5. "Polska från Bäckebo efter Ida Sofia Erlandsson" - 2:27
6. "Polska från Jät efter August Strömberg" - 3:21

### B-sidan
1. "Polska från Ydre efter L. J. Sundell" - 2:45
2. "Polska ur en notsaml. från Målerås" - 2:19
3. "Polska från Hällestad[särskiljning behövs] efter Åke Carlsson" - 3:04
4. "Schottis från Östra Torsås efter August Strömberg" - 4:43
5. "Polska från Torpa efter Johannes Johansson" - 3:08
6. "Långdans från Glömminge efter A. J. Eriksson", "Långdans ur en notsaml. från Målerås", "Långdans från Ventlinge efter Gothard Sjöman" - 5:57

## Medverkande musiker
- Bengt Löfberg - fiol
- Pelle Björnlert - fiol